# مزوکرستش
مزوکرستش (به مجاری:  Mezőkeresztes) یک منطقهٔ مسکونی در مجارستان است که در بورشود-آبااوی-زمپلن واقع شده‌است. مزوکرستش ۷۴٫۲۶ کیلومتر مربع مساحت و ۳٬۸۱۸ نفر جمعیت دارد.